# السياقية
السياقية تصف مجموعة من وجهات النظر في الفلسفة تؤكد أهمية السياق الذي يقع فيه أي فعل أو قول أو تعبير، وتجادل أنّه لا يمكن فهم هذا العمل أو القول أو التعبير لا يمكن أن يفهم إلا نسبة لذاك السياق. ترى وجهات النظر السياقية أن بعض المفاهيم الفلسفية المثيرة للجدل، مثل «معنى س» أو «معرفة ص» أو «السبب لـ ع»، وحتى «الحقيقة» و«الحق» ليس لها معنى سوى ضمن سياق محدد. بعض الفلاسفة يرون أن هذا الاعتماد على السياق قد يقود للنسبية، ولكن في أية حال، فإن الآراء السياقية في انتشار متزايد بين الفلاسفة.
في الأخلاقيات، ترتبط وجهات النظر «السياقية» بالأخلاقيات الظرفية، أو بالنسبية أخلاقية.
في نظريات العمارة، السياقية هي نظرية التصميم حيث المباني الحديثة تصنع لتنسجم مع التكوينات المدنية المعتادة في المدينة التقليدية.

## نظرية المعرفة

### مقدمة
في علم المعرفة، السياقية هي التعامل مع كلمة «يعلم» بأنها حساسة للسياق. التعابير الحساسة للسياق هي التي «تعبر عن افتراضات مختلفة نسبة للسياقات للمختلفة». على سبيل المثال، بعض الكلمات التي تعتبر حساسة للسياق دون جدل هي المشيرات مثل «أنا» و«هنا» و«الآن». بينما لكلمة «أنا» معنى لغوي ثابت في جميع السياقات، إلا أن من تشير إليه يختلف مع سياق الاستخدام. على نفس الشاكلة، فإن السياقيون المعرفيون يجادلون أن كلمة «يعلم» حساسة للسياق، معبرة عن علاقات مختلفة في السياقات المختلفة لاستخدامها.
ابتدعت السياقية، إلى حد ما، لتقويض بعض الحجج الشكوكية التي تبنى كما يلي:
1. أنا لا أعرف أني في موضع مشكوك س (مثلا، لا أعلم إن كنت دماغًا في وعاء)
2. إن كنت لا أعرف صحة س، فأنا لا أتيقن أي افتراض عادي ص (مثلا، عندي ذراع).
3. الاستنتاج: إذًا، أنا لا أعرف ص.

الحل السياقي ليس لرفض أي فرضية، ولا لقول أن الاستنتاج لا يتبع، بل لربط صحة (3) بالسياق، وقول أنه بالإمكان رفض (3) في السياقات التي نطبق فيها معايير أخرى لقول ما نعلمه، كالمحادثات اليومية على سبيل المثال.
الاعتقاد الأساسي في المعرفة السياقية، بغض النظر عن أي سردية معرفية تنتمي إليها، هو أن إيعازات المعرفة حساسة للسياق. ندرك إذًا أنه في السياقات حيث معايير ادّعاء المعرفة عالية (مثلًا، في سياق شكّي) فإن قول أمر مثل «أعرف أن عندي ذراع» غير صحيح. ولكن قول نفس الافتراض في سياق حيث معايير ادّعاء المعرفة أدنى (مثلًا، في مقهى مع الأصحاب) فإنها تكون صحيحة ونفيها خاطئ. إذًا، يبدو أنه لا نفقد معرفتنا سوى في سياقات النقاش الفلسفي الشكوكي، بينما في خارج تلك السياقات نستطيع بصدق ادّعاء أنه لدينا معرفة.
ذلك أنه حين نوعز لشخصٍ   ما المعرفة فإن السياق الذي نستخدم فيه كلمة «المعرفة» يحدد المعيار الذي توعز المعرفة بالنسبة أليه. يحافظ السياقيون على أن ادعاءاتنا للمعرفة في السياقات اليومية تبقى صحيحة رغم محاولات المشككين لإثبات قلّة أو عدم معرفتنا. ولكن إن استخدمت كلمة معرفة في سياق حيث تناقش الفرضيات الشكوكية، فإن المعرفة تعتبر شيئًا طفيفًا إن وجدت على الإطلاق. يستخدم السياقيون هذه الحجة لتفسير كيف تكون البراهين الشكوكية مقنعة وفي نفس الوقت الحفاظ على صحة ادّعاءاتنا اليومية لمعرفة الأشياء. من المهم التنبيه إلى أن هذه النظرية لا تسمح لمعرفة شيء ما في لحظة وعدم معرفته في أخرى، فهذا ليس مرض كحل معرفي. ما تقتضيه السياقية هو أن نفس المقولة قد تكون صحيحة في سياق وغير صحيحة في سياق آخر بمعايير أعلى لإيعاز المعرفة، بنفس الطريقة التي قد تستعمل بها كلمة «أنا» بشكل صحيح من قبل عدة أشخاص لتشير إلى أشخاص مختلفين في نفس الوقت.
ما يختلف مع السياق هو أهمية موضع الذات من الفرضية ليحتسب أنه «يعرفها». السيافية في نظرية المعرفة إذًا هي أطروحة معنوية عن كيفية عمل كلمة «يعرف» في اللغة، وليست نظرية في ما تتكون منه المعرفة أو التبرير. ولكن، يجمع منظّرو المعرفة السياقية مع آراء عن المعرفة لمعالجة ألغاز وقضايا معرفية كالشكوكية، مسألة جتير (بالإنجليزية: Gettier problem)، ومفارقة اليانصيب (بالإنجليزية: Lottery paradox).
سرديّات السياقيين عن المعرفة ازداد انتشارها في نهاية القرن العشرين، بالذات ردًا لمشكلة الشك. 

### معلومات المراجع الكاملة
- Annis, David. 1978. "A Contextualist Theory of Epistemic Justification", in American Philosophical Quarterly, 15: 213–219.
- Buckwalter، Wesley (2010). "Knowledge Isn't Closed on Saturday: A Study in Ordinary Language". Review of Philosophy and Psychology. ج. 1 ع. 3: 395–406. DOI:10.1007/s13164-010-0030-3. S2CID:144530801.
- Cappelen, H. & Lepore, E. 2005. Insensitive Semantics: A Defense of Semantic Minimalism and Speech Act Pluralism, Blackwell Publishing.
- Cohen, Stuart. 1998. "Contextualist Solutions to Epistemological Problems: Scepticism, Gettier, and the Lottery." Australasian Journal of Philosophy, 76: 289–306.
- Cohen Stuart. 1999. "Contextualism, Skepticism, and Reasons", in Tomberlin 1999.
- DeRose, Keith. 1992. "Contextualism and Knowledge Attributions", Philosophy and Phenomenological Research 52: 913–929.
- DeRose, Keith. 1995. "Solving the Skeptical Problem," Philosophical Review 104: 1-52.
- DeRose, Keith. 1999. "Contextualism: An Explanation and Defense", in Greco and Sosa 1999.
- DeRose, Keith. 2002. "Assertion, Knowledge, and Context," Philosophical Review 111: 167–203.
- DeRose, Keith. 2009. The Case for Contextualism: Knowledge, Skepticism and Context, Vol. 1, Oxford: Oxford University Press.
- Feldman, Richard. 1999. "Contextualism and Skepticism", in Tomberlin 1999.
- Feltz، Adam؛ Zarpentine، Chris (2010). "Do You Know More When It Matters Less?". Philosophical Psychology. ج. 23 ع. 5: 683–706. CiteSeerX:10.1.1.174.4685. DOI:10.1080/09515089.2010.514572. S2CID:15444124.
- Greco, J. & Sosa, E. 1999. Blackwell Guide to Epistemology, Blackwell Publishing.
- Hawthorne, John. 2004. Knowledge and Lotteries, Oxford: Oxford University Press.
- Jencks، Charles (2002). New Paradigm In Architecture (ط. 7th). Yale University Press. ISBN:978-0-300-09512-8.
- Mackie, J.L. 1977, "Ethics: Inventing Right and Wrong", Viking Press, (ردمك 0-14-013558-8).
- May, Joshua, Sinnott-Armstrong, Walter, Hull, Jay G. & Zimmerman, Aaron. 2010. "Practical Interests, Relevant Alternatives, and Knowledge Attributions: An Empirical Study", Review of Philosophy and Psychology (formerly European Review of Philosophy), special issue on Psychology and Experimental Philosophy ed. by Edouard Machery, Tania Lombrozo, & Joshua Knobe, Vol. 1, No. 2, pp. 265–273.
- Northoff، Georg (2014). "Neurophilosophy of consciousness: from mind to consciousness". Minding the Brain: A Guide to Philosophy and Neuroscience. Palgrave Macmillan. ص. 351. ISBN:9781137406057.[وصلة مكسورة]
- Price, A. W. 2008. ' 'Contextuality in Practical Reason' ', Oxford University Press.
- Schaffer، Jonathan؛ Knobe، Joshua (2011). "Contrastive Knowledge Surveyed". Noûs. ج. 46 ع. 4: 675–708. CiteSeerX:10.1.1.641.7164. DOI:10.1111/j.1468-0068.2010.00795.x.
- Schaffer, Jonathan. 2004. "From Contextualism to Contrastivism," Philosophical Studies 119: 73–103.
- Schiffer, Stephen. 1996. "Contextualist Solutions to Scepticism", Proceedings of the Aristotelian Society, 96:317-33.
- Stanley, Jason. 2005. Knowledge and Practical Interests. New York: Oxford University Press.
- Timmons Mark, 1998 "Morality Without Foundations: A Defense of Ethical Contextualism Oxford University Press US.
- Tomberlin, James (ed.). 1999. Philosophical Perspectives 13, Epistemology, Blackwell Publishing.